# Акселерон
Акселерон — гипотетическая субатомная частица, введённая для объяснения природы тёмной энергии в 2004 году физиками Энн Нельсон, Дэвидом Капланом и Нилом Вайнером (Neal Weiner) из Вашингтонского университета.